# Вогнева міць

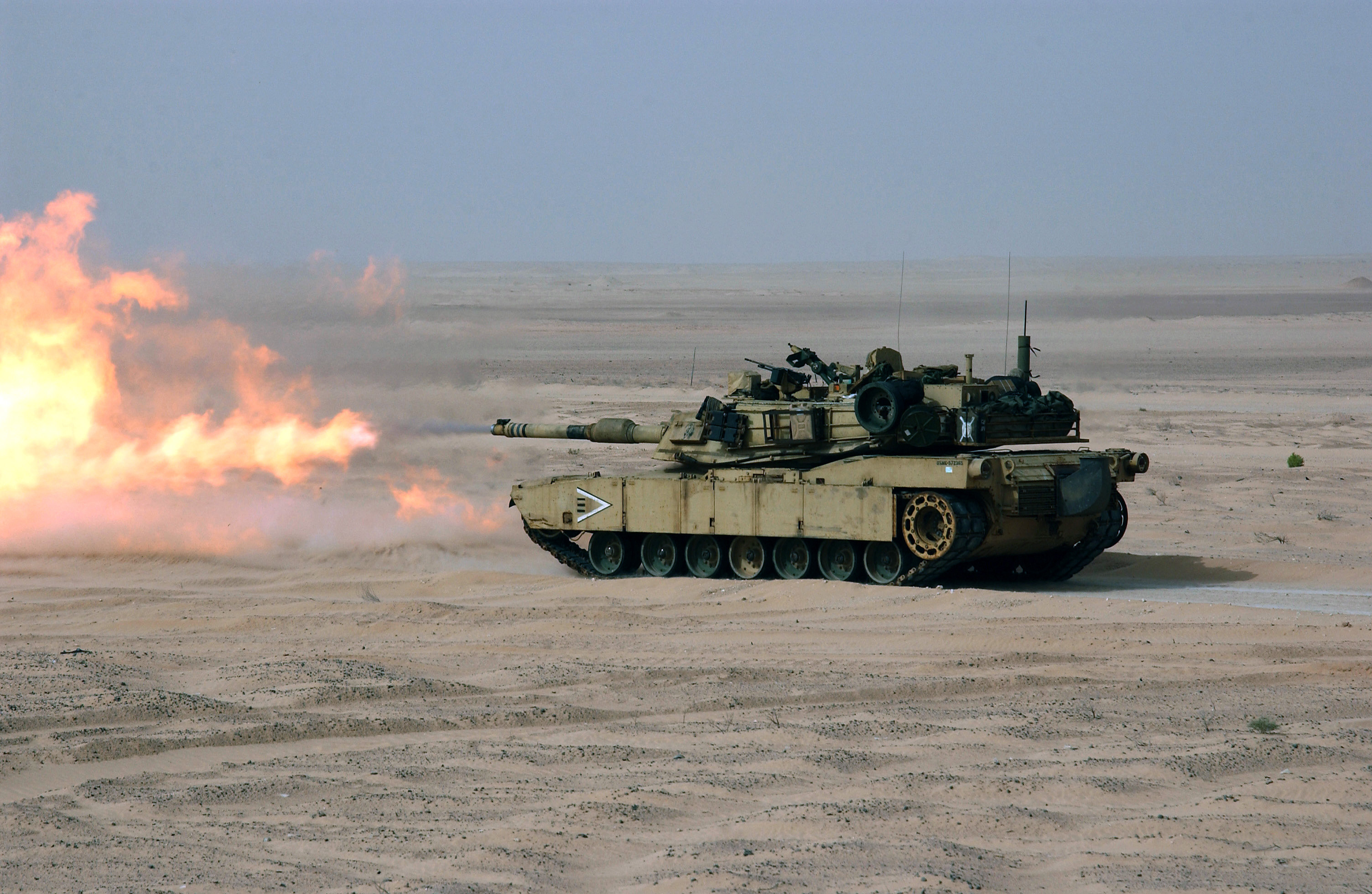
Танк M1A1 веде вогонь своїм основним озброєнням

Вогнева міць або (вогнева потужність) — військова спроможність направити силу на ворога. Це поняття не слід плутати з швидкострільністю, яка описує циклічність механізму пострілу у системах озброєнь. Це охоплює увесь спектр збройних засобів. Це поняття є одним з основних принципів сучасних воєн, у яких ворожі сили знищуються, або знищується їх воля до спротиву за допомогою достатнього, а ще краще, переважаючого використання сили, як результату бойових операцій.
Протягом століть поняття вогневої потужності прийшло до значення наступальних сил, що застосовуються на відстані, наприклад дистанційна зброя, що прямо суперечить ідеї ближнього бою сам на сам. Вогнева міць є засобами утримування сил супротивника на позиціях де вони можуть бути почергово знищені або позбавлені волі до подальшого спротиву. У корабельній артилерії довго використовувалась вага бортового залпу, як міра потужності військових кораблів.

## Історія
Найбільш ранньою формою військових дій які могли належати до поняття вогнева міць було використання пращників стародавніх армій (яскравим прикладом є біблійна історія про Давида), і лучників. Зрештою, грізні Гуни запровадили використання композитних луків і легкої кавалерії для спрямування дощу стріл на сили супротивника, тактика, яка також застосовувалась у Британії, але у менш мобільній формі із їх відомими валійськими лучниками, які  використовувались протягом різних англо-французьких конфліктів у часи Середньовіччя, сукупність яких знана як Столітня війна. Битву при Кресі часто вважають початком "епохи вогневої потужності" на заході, коли, дистанційна зброя дозволила невеликим силам перемогти кількісно переважаючого ворога без потреби вступати у ближній бій. Вогнева міць пізніше була використана із драматичним ефектом у схожий спосіб під час битви під Азенкуром.

## Пізніші приклади
Вогнева міць, як малих, так і великих військових одиниць значно зросла з появою вогнепальної зброї, з технічними удосконаленнями, які, за деякими виключеннями, знівелювали ефективність фортифікаційних споруд. Таке удосконалення внесло використання щільного строю, який виявився не доцільним для піхоти з середина до кінця XIX сторіччя, а поява кулемета на початку XX сторіччя знівелювала використання фронтального штурму. Військова форма змінюється від строкатої до сірої, роблячи солдатів менш помітними для чимраз більших вогневих потужностей. На морі, покращена корабельна артилерія завершила використання виграшних команд, і морська авіація поклала край важко броньованим лінійним кораблям.
Використання вогневої потужності у досягненні військових цілей стало однією з декількох суперечних шкіл чи доктрин військової думки. У битві при Вімі була використана масована артилерійська підтримка для досягнення перемоги Союзників, але докорінні удосконалення у технологіях ведення облог також йшли поруч з тактикою малих груп піхоти. Операція Буря в пустелі також залежала від масованої вогневої підтримки, як і вторгнення коаліційних сил до Іраку (2003), але вогнева міць була інтегрована з передовими практиками дій малих груп.
Стрілецька зброя, така як M249 SAW, була залучена на рівні відділення для забезпечення переважаючої вогневої потужності на досить малих відстанях ведення бою (в межах 100-300 ярдів). Основною метою була велика кількість точного вогню на придушення, який мав знерухомити ворога, зменшивши його можливість виконувати поставлені цілі. На додачу, гранатомети, такі як M79 і, зокрема ті, які можуть перебувати під стволом штурмової гвинтівки, як M203 чи M320 використовуються для забезпечення підрозділів не пропорційною вогневою силою. Ця зброя корисна у ситуаціях, коли підрозділи ворога мають кількісну перевагу і потрібна негайна відповідь з вогневою перевагою, наприклад засідка сил, які не мають подібного устаткування.

## Рекомендована література
- Bidwell, Shelford and Graham, Dominick. Fire-Power: The British Army Weapons and Theories of War, 1904-1945 (ISBN 978-1844152162)